# 叶理绥
叶理绥（Serge Elisseeff，1889年—1975年），日文名英利世夫，法国籍俄国人，汉学家，美国哈佛燕京学社首任社长。
1889年生于俄国圣彼得堡世家。早年在德国柏林洪堡大学学习日语、汉语，1908年至1914年前往日本，在东京帝国大学师从芳贺矢一、藤村作等研究日本文学。
1917年俄国十月革命后，定居法国巴黎，成为法国巴黎学派汉学家伯希和的得意门生。精通日语、法语、英语、德语、俄语，并可阅读汉语古籍。
经伯希和推荐，1934年赴美国出任哈佛燕京学社首任社长。在哈佛推行法国式的汉学教育，倡议建立了哈佛大学东亚语言系并任系主任，还与费正清合作，建立了历史系与东亚语言系联合博士学位。1956年由哈佛燕京学社社长退休为教授，是哈佛燕京学社至今任期最长的社长。
1957年返回法国，至1975年逝世。